# 12人のパパ2
『12人のパパ2』（Cheaper by the Dozen 2）は、2005年のアメリカ映画。

## 概要
前作から時が流れ、ベーカー家の子供はすくすくと成長、長女は結婚、次女は就職、と着々と親の元を離れていく。トムは子供がいなくなったことで寂しさを感じ、かつて一家で楽しんだ湖へ家族を連れてバカンスへ。そこには、トムの幼馴染でいつも張り合っていたジミー・マートーとその一家がいた。マートー家の子供は優秀で、ベーカー家とは対照的なものの、仲良くなっていく両家族。だが、トムとジミーは張り合ってばかり。そして両家族は、家族対抗戦カップ争奪戦を行う事に。

## キャスト
※括弧内は日本語吹替。
- トム・べーカー：スティーヴ・マーティン（屋良有作）
- ケイト・べーカー：ボニー・ハント（小野洋子）
- ノーラ・べーカー：パイパー・ペラーボ（弓場沙織）
- ロレイン・べーカー：ヒラリー・ダフ（小笠原亜里沙）
- ジミー・マートー：ユージン・レヴィ（岩崎ひろし）
- チャーリー・ベーカー︰トム・ウェリング（竹若拓磨）
- バド・マクナルティ︰ジョナサン・ベネット（神奈延年）
- マーク・ベーカー︰フォレスト・ランディス （折笠愛）
- サラ・ベイカー︰アリソン・ストーナー（亀井芳子）
- アン・マートー︰ジェイミー・キング（小松由佳）

日本語版その他出演：田野めぐみ、時田光、島村香織、黒河奈美、山下亜矢香、高木礼子、恒松あゆみ、佐藤あかり、根本泰彦、森夏姫、石塚さより、川田紳司、渡辺浩司、室園丈裕
日本語版制作スタッフ　演出：打越領一、翻訳：瀬尾友子、制作：ACクリエイト

## 評価
この作品は酷評を受け、IMDbでは10点中5.5点で、Rotten Tomatoesでは94のレビューに基づいて支持率は6％、ユージン・レヴィがラジー賞にノミネートされた。